# Foubé
Foubé, également appelé Houbé, est une localité située dans le département de Barsalogho de la province du Sanmatenga dans la région Centre-Nord au Burkina Faso.

## Géographie
Foubé se trouve à 18 km au nord de Guiendbila et à environ 60 km au nord de Barsalogho.

## Histoire
La ville de Foubé accueille, depuis 2019, un important camp de déplacés internes (avec celui de Barsalogho) regroupant plus de 10 000 personnes ayant fui les attaques djihadistes perpétrées en janvier de cette année-là notamment lors du massacre de Yirgou et de Gassékili.

## Éducation et santé
Foubé accueille un centre de santé et de promotion sociale (CSPS) tandis que le centre médical avec antenne chirurgicale (CMA) du district sanitaire se trouve à Barsalogho et que le centre hospitalier régional (CHR) est à Kaya.
Le village possède deux écoles primaires publiques.